# 2-pyridon
2-pyridon je organická sloučenina se vzorcem C5H4NH(O), za standardních podmínek bezbarvá pevná látka. Vytváří dimery spojené vodíkovými vazbami a existuje ve dvojici tautomerů.

## Výskyt
Samotný 2-pyridon se v přírodě nevyskytuje, jeho deriváty byly ovšem identifikovány jako kofaktory v některých hydrogenázách.

## Příprava
Pomocí cyklizační reakce lze připravit 2-pyron, který se přemění na 2-pyridon reakcí s amoniakem:
Pyridin vytváří reakcemi s některými oxidačními činidly, jako je peroxid vodíku, N-oxid nazývaný pyridin-N-oxid; tato látka může za přítomnosti acetanhydridu podstoupit přesmyk na 2-pyridon:
V Guareschiově-Thorpeově kondenzaci reaguje kyanoacetamid s 1,3-diketonem za vzniku 2-pyridonu.
Reakci objevili Icilio Guareschi a Jocelyn Field Thorpe.

## Chemické vlastnosti

### Tautomerie
Druhou tautomerní formou 2-pyridonu je 2-hydroxypyridin. Obdobná laktam-laktimová tautomerie se vyskytuje i u mnoha odvozených sloučenin.

#### Tautomerie v pevném skupenství
Amidová skupina [vytváří vodíkové vazby s ostatními sloučeninami obsahujícími dusík a kyslík.
V pevném skupenství převažuje 2-pyridon, což bylo potvrzeno rentgenovou krystalografií, kde se ukázalo, že vodík se v pevném skupenství nachází blíže k dusíku než ke kyslíku (v důsledku nízké elektronové hustoty na vodíku je přesné určení obtížné), a infračervenou spektroskopií, kde byly patrné frekvence odpovídající vazbám C=O, zatímco frekvence příslušící vazbám O-H nebyly zaznamenány.

#### Tautomerie v roztoku
Určení konkrétního tautomeru přítomného v roztoku bylo předmětem několika prací. Rozdíly v jejich energiích jsou velmi malé a vliv na ně má polarita rozpouštědla. V nepolárních rozpouštědlech převládá 2-hydroxypyridin, zatímco u polárních rozpouštědlech, jako jsou alkoholy a voda, je většinovou formou 2-pyridon.
Rozdíl energií mezi oběma tautomery lze změřit infračervenou spektroskopií, v pevném skupenství činí 2,43 až 3,3 kJ/mol a v kapalném 8,95 kJ/mol a 8,83 kJ/mol.

#### Tautomerizační mechanismus A
Jednomolekulární tautomerizace by probíhala přes zakázaný 1-3 suprafaciální přechodný stav a má tak vysokou energetickou bariéru, jejíž hodnota byla vypočítána metodami teoretické chemie na 125 nebo 210 kJ/mol. Přímá tautomerizace je energeticky nevýhodná; existuje zde několik jiných možných mechanismů.

### Dimerizace
2-pyridon a 2-hydroxypyridin mohou skrz dvojice vodíkových vazeb tvořit dimery.

#### Shlukování v pevném skupenství
V pevném skupenství se dimer nevyskytuje; 2-pyridony zde zaujímají helikální strukturu vytvářenou vodíkovými vazbami. Některé substituované 2-pyridony, například 5-methyl-3-karbonitril-2-pyridon, vytváří v pevném skupenství dimery. Tyto struktury lze popsat s využitím rentgenové krystalografie.
V pevné fázi se vodík nachází blíže ke kyslíku a název 2-pyridon je tak odpovídající.

#### Shlukování v roztoku
V roztoku se vyskytuje dimerní forma; míra dimerizace závisí na polaritě rozpouštědla. Polární protická rozpouštědla interagují s vodíkovými vazbami, což vede k většímu podílu monomeru. Hydrofobní efekty nepolárních rozpouštědel způsobují převahu dimeru. Vlastnosti rozpouštědla ovlivňují také poměrné zastoupení tautomerů. V rovnovážné soustavě mohou být přítomny všechny možné kombinace tautomerů a dimerů, přesné určení všech rovnovážných konstant je tak obtížné.
Analýza pomocí NMR spektroskopie je pomalá, provedení infračervené spektroskopie s vysokým rozlišením je v roztoku náročné a široké absorpční pásy v ultrafialové spektroskopii způsobují obtížné rozlišování tří nebo více podobných molekul.

#### Tautomerizační mechanismus B
Přímá tautomerizace je energeticky nevýhodná, dimerizace následovaná dvojitým přesunem protonu a disociace dimeru představuje autokatalytickou přeměnu jednoho tautomeru v druhý. Protická rozpouštědla mohou přenos protonu usnadňovat.

### Katalytická aktivita
2-pyridon katalyzuje několik reakcí závislých na protonech, například aminolýzy esterů. V některých případech se používá kapalný 2-pyridon jako rozpouštědlo. Současný výzkum se zaměřuje na přesuny protonů z 2-pyridonu a jeho tautomeru s využitím izotopového značkování a kinetických a kvantově chemických metod; přitom se určuje krok určující rychlost reakce.

### Koordinační chemie
2-pyridon a některé jeho deriváty se používají jako ligandy v koordinační chemii, často jako 1,3-můstkové ligandy podobné karboxylátovým.

## V životním prostředí
2-pyridone je mikroorganismy v půdě rychle rozkládán, s poločasem kratším než týden.
Bylo objeveno několik organismů schopných využívat 2-pyridon jako zdroj uhlíku, dusíku, a energie, jsou mezi nimi například grampozitivní bakterie Arthrobacter crystallopoietes a některé aktinobakterie (Actinobacteria), které mohou pyridin a jeho jedno- či vícenásobně substituované alkyl-, karboxyl- a hydroxylderiváty. Rozklad 2-pyridonu je obvykle iniciován atakem monooxygenázy, čímž se vytváří diol, jako například 2,5-dihydroxypyridin, jenž je metabolizován v maleamátové dráze. Decyklizaci zprostředkovává enzym 2,5-dihydroxypyridinmonooxygenáza, který je také zapojen do metabolismu kyseliny nikotinové. U Arthrobacter crystallopoietes probíhá přinejmenším část rozkladu v plazmidech.
Pyridindioly v roztocích mohou být přeměněny na barevné produkty; při rozkladu mnoha pyridinových rozpouštědel, jako jsou nesubstituovaný pyridin a pikoliny, byly pozorovány žluté pigmenty, příslušné metabolické dráhy často vedou k nadprodukci riboflavinu za přítomnosti těchto rozpouštědel.
Rozklad pyridonů, dihydroxypyridinů a pyridinkarboxylových kyselin je často řízen oxygenázami, zatímco u pyridinových rozpouštědel obvykle tyto enzymy zapojeny nejsou a někdy dráha začíná redukčním krokem.
Podobné pigmenty byly pozorovány při rozkladu chinolinů.